# チャールズ・スウェイン (詩人)

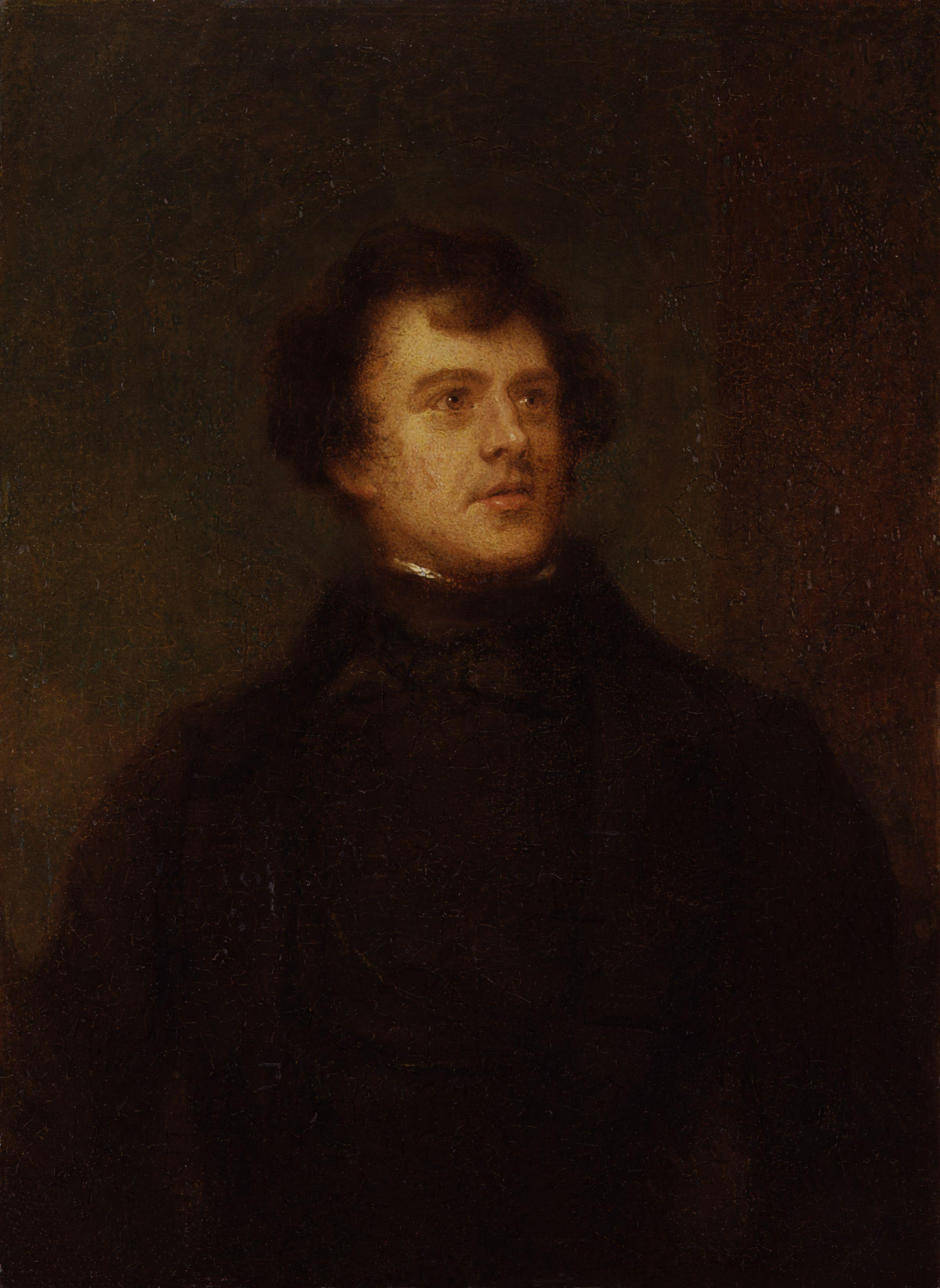
1833年頃のチャールズ・スウェイン（ウィリアム・ブラッドリー画）

チャールズ・スウェイン（1801年1月4日 - 1874年9月22日、英: Charles Swain）は、イングランドのマンチェスター出身の詩人および版画家である。マンチェスター王立研究所で詩学科名誉教授を務め、1856年には職域年金が支払われた。友人の中には同じく詩人のロバート・サウジーがいる。スウェインが刻んだアマチュア植物学者であるジョン・ホースフィールドの墓碑銘については、イングリッシュ・ヘリテッジがホースフィールドの墓名義で第2指定建造物に認定することに理論的根拠の要素があると指摘している。
1801年1月4日、英国人の父とフランス人の母の息子としてイングランドのマンチェスターにあるエブリ街で生まれる。教育を受けた彼は15歳の時に母方の叔父が共同経営していた染物工場「タヴァレ・アンド・ホロックス」で事務員として働き始める。1827年1月にアン・グローヴァーと結婚し、1男5女をもうけ、そのうち4人の娘は成人になるまでともに過ごした。
14年後（1815年）に染物工場の事務員を辞めて書店員となった。この冒険は長続きせず、2年後にマンチェスターにある版画家とリトグラフ画家の会社であるロケット社に入社した。そこでマンチェスター在住の画家であるヘンリー・リヴァーシージの回顧録や『A Cabinet of Poetry and Romance: Female Portraits from the Writings of Byron and Scott』（1845年）のような著書が示したかの如くに芸術的興味を持ち、会社から版画部門を買い取った上で自ら経営するようになった。 
書店員という冒険的事業が終わるまでにはロバート・サウジーと友人になり、別の文名を得ていた。彼が書いた詩は1822年以降から雑誌に掲載されるようになり、「Metrical Essays on Subjects of History and imagination」（1827年）、「Beauties of Mind : a poetical Sketch with Lays Historical and Romantic」（1831年）や「The Mind」（1832年）のようなより本格的な作品を発表するようになった。
1874年9月22日、てんかん発作が原因で病没した。当時、友人が購入してくれた自宅があるグレーター・マンチェスターのプレストウィッチで暮らしていた。彼の妻も4年後に亡くなっている。

## 有名な作品
- Metrical Essays on Subjects of History and imagination（1827年）
- Beauties of Mind : a poetical Sketch with Lays Historical and Romantic（1831年）
- Dryburgh Abbey, the burial place of Sir Walter Scott: A vision（1832年）
- Memoir of Henry Loverseege（1835年）
- Cabinet of Poetry and Romance: Female Portraits from the Writings of Byron and Scott（1844年）
- Rhymes for childhood（1846年）
- Dramatic chapters: poems and songs（1847年）
- English melodies（1849年）
- Letters of Laura d'Auverne（1853年）
- Poems（1857年）
- Art and Fashion: with other sketches, songs, and poems（1863年）
- Songs and ballads（1867年）
- Selections（1906年・死後発表）